# 梁雲昇
梁雲昇（？—1652年1月17日（永曆五年十二月庚戌）），字超然，廣西南寧府宣化縣人，明朝、南明政治人物。

## 生平
梁雲昇是崇禎十五年（1642年）舉人，永曆初年時他聚集義兵保衛鄉里，獲授中書舍人，累遷車駕主事、郎中。永曆五年（1651年）十二月，清朝將領線國安攻陷南寧，永曆帝倉皇出逃，梁雲昇率領數千兵馬護駕；其時丁元相、楊禹甸來到，同行到瀨湍。清兵追兵逼近，各官員都失散，他殿後與清軍在喬坂村交戰，最後耗盡兵力，和兒子梁振一同被殺，永曆帝才能逃到安龍。

## 引用
1. 1 2  錢海岳《南明史·卷四·本紀第四》：（永曆五年十二月）庚戌，……太僕卿丁元相等扈駕，戰喬板村，死之。
2. 1 2  錢海岳《南明史·卷五十八·列傳第三十四》：梁雲昇，字超然，宣化人。崇禎十五年舉於鄉。永曆初，糾義兵保鄉里，授中書舍人，累遷車駕主事郎中。
3. ↑  錢海岳《南明史·卷五十八·列傳第三十四》：五年十二月，線國安陷南寧，上倉皇出狩，雲昇以兵數千護駕。適丁元相、楊禹甸至，同行及瀨湍。清兵追急，百官散失，雲昇獨斷後，力戰喬坂村。兵盡，與子振皆死，上以是得脫至安龍。